# Nedo Sonetti
Nedo Sonetti, italijanski nogometaš in trener, * 25. februar 1941, Piombino, Italija.
Sonetti je v svoji karieri vodil moštva Viareggio, Casertano, Spezio, Cosenzo, Sambenedettese, Atalanto, Udinese, Avellino, Ascoli, Bologno, Lecce, Monzo, Torino, Cremonese, Brescio, Salernitano, Palermo, Ancono in Catanio. 